# Гайде
Га́йде (нім. Heide) — місто в Німеччині, земля Шлезвіг-Гольштейн, район Дітмаршен. Адміністративний центр району. Площа — 31,8938 км2. Населення становить 21 485 ос. (станом на 31 грудня 2020).

## Назва
- Га́йде, або Хайде (нім. Heide) — сучасна німецька назва.
- Гейде, або Хейде (нім. Heide) — старонімецька назва.

## Галерея

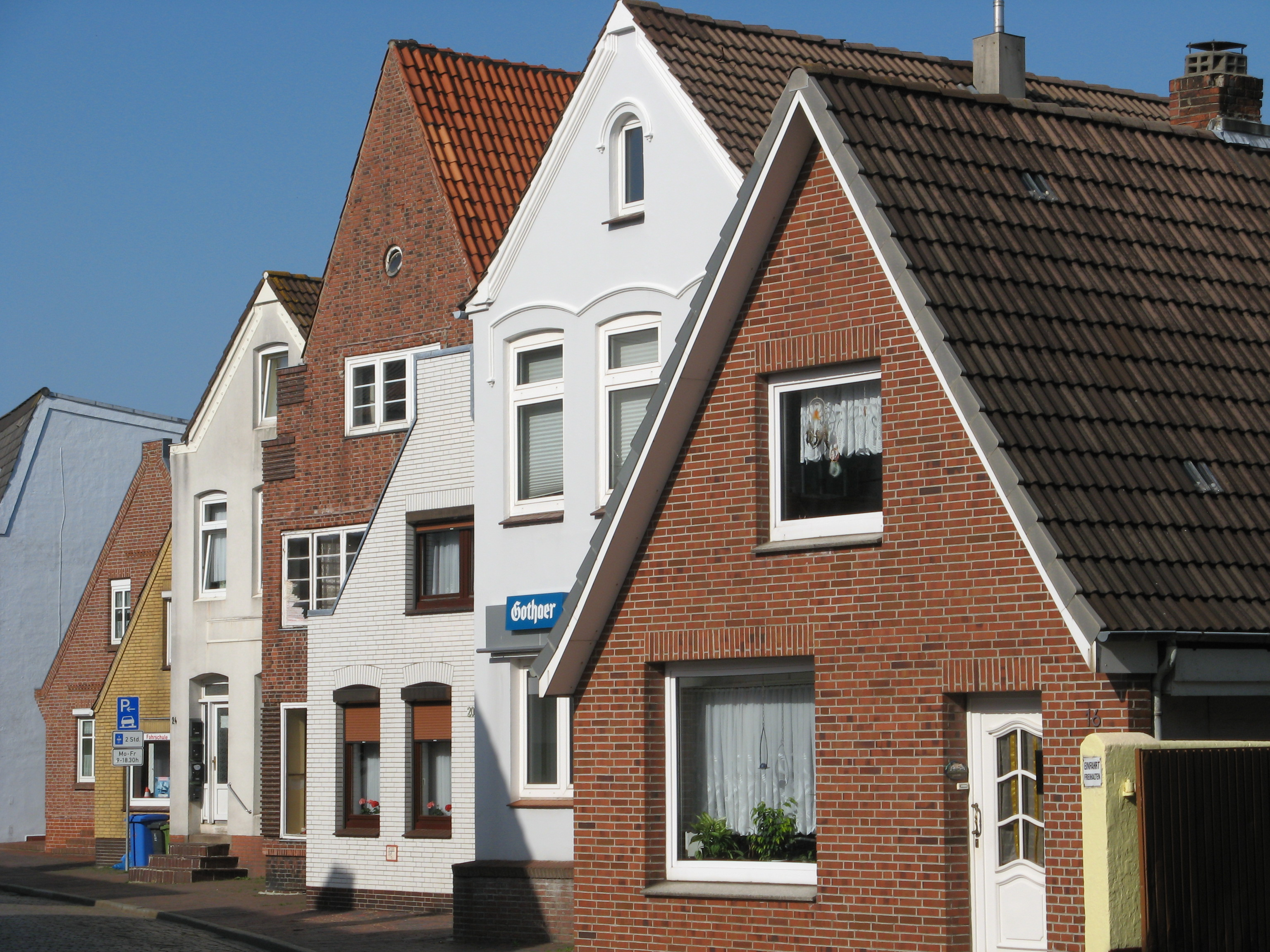
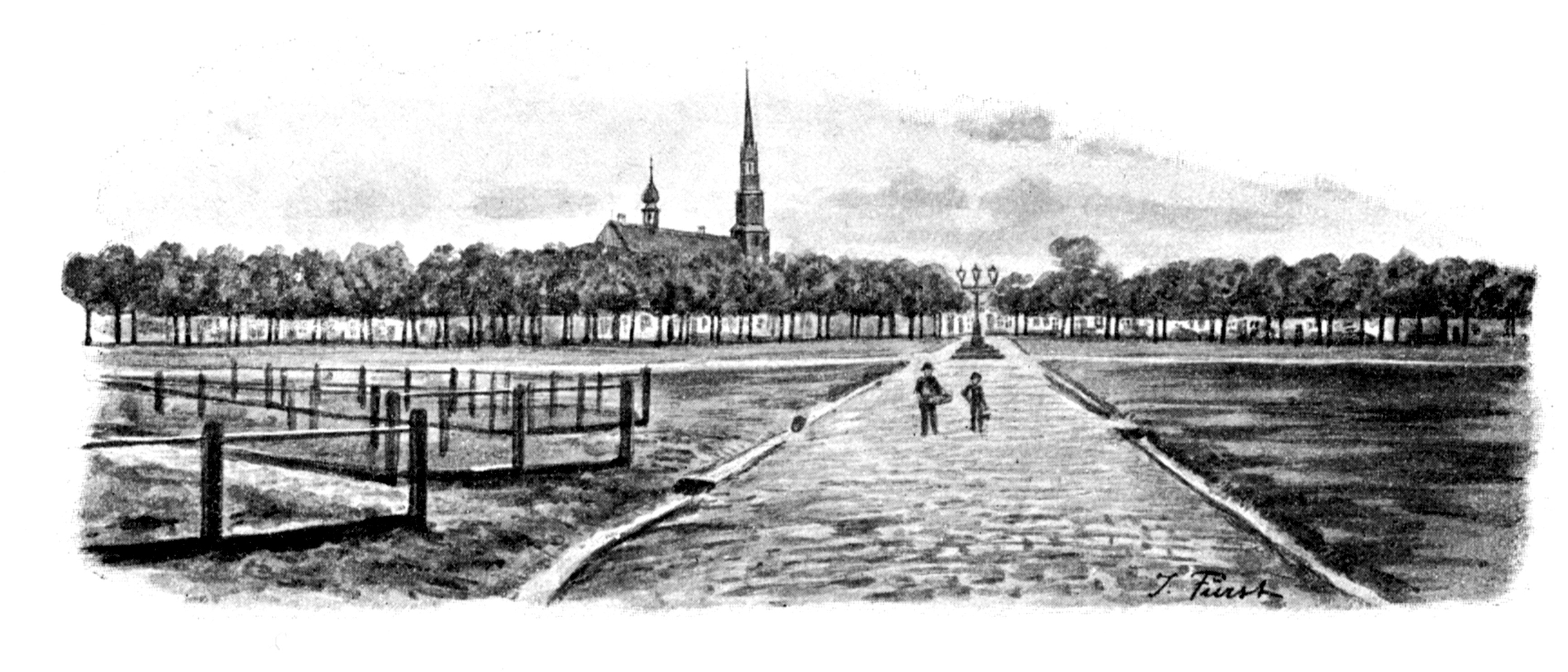
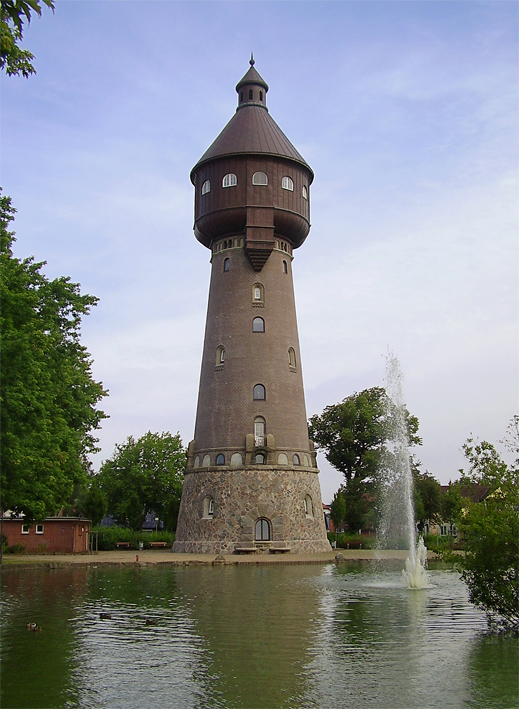
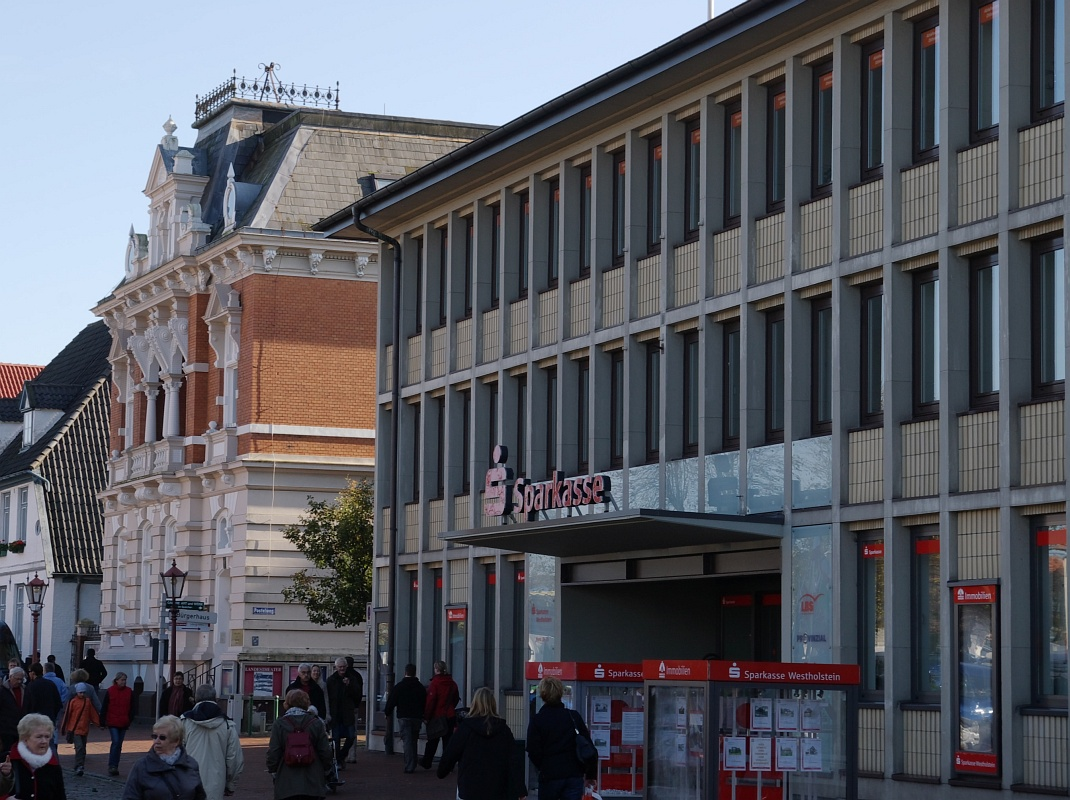
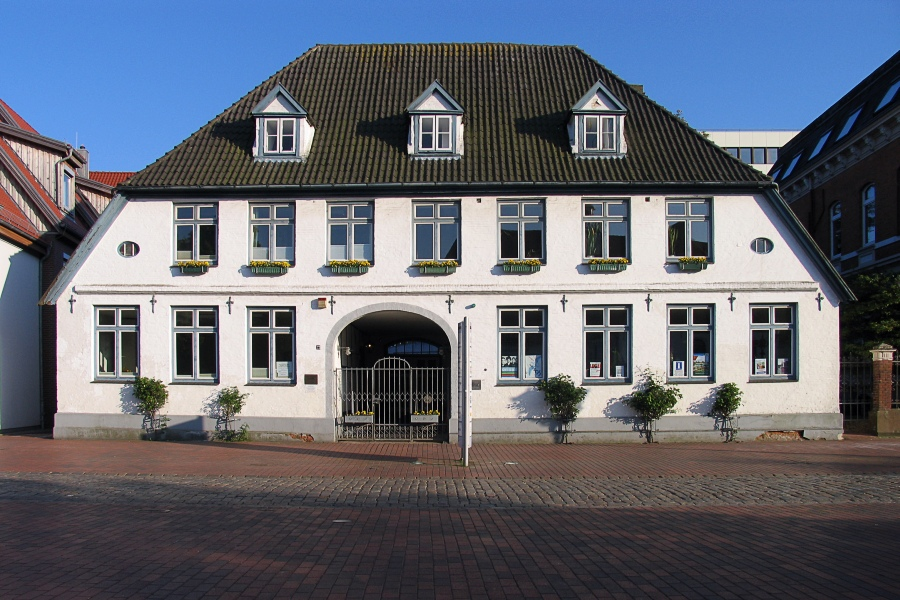
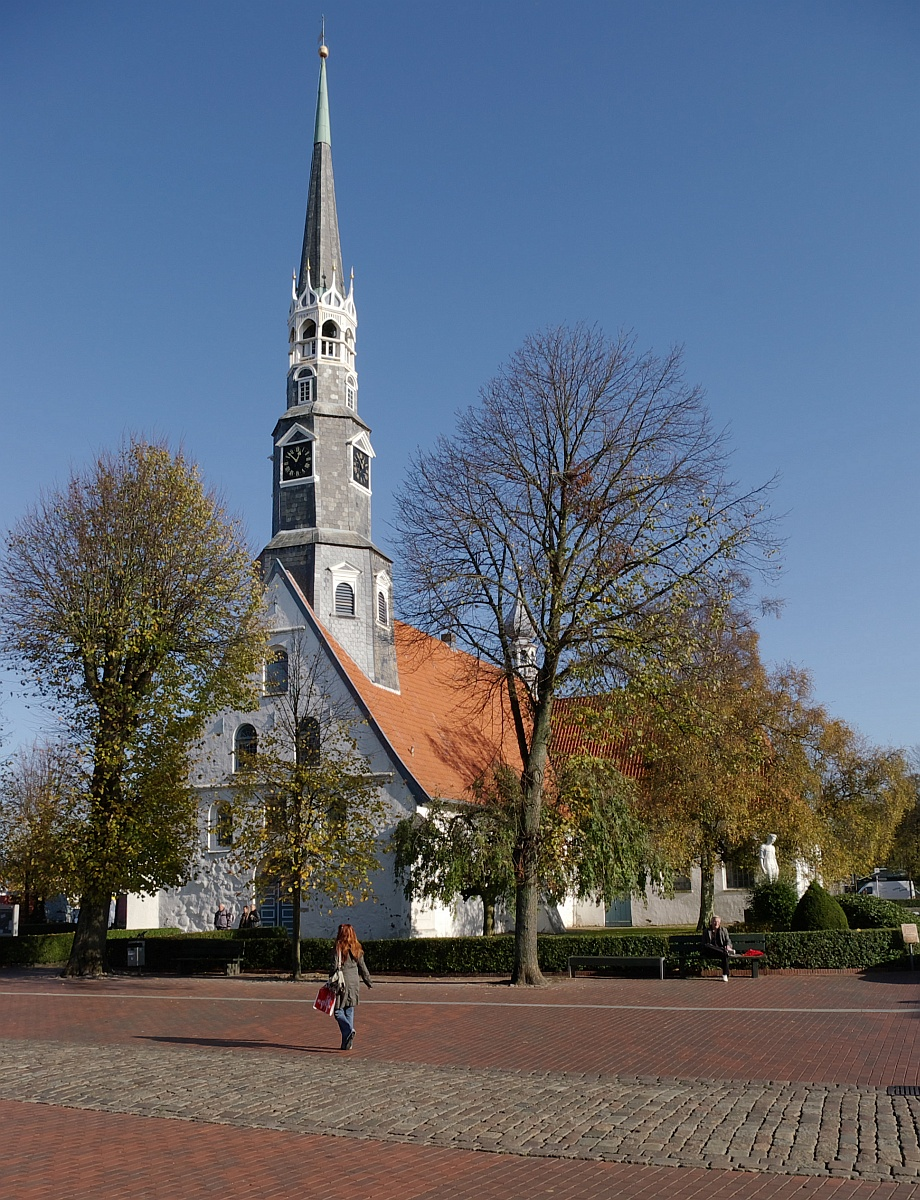

## Відомі уродженці
- Пауль Крістоф Геннінгс (1841–1908) — німецький міколог та ботанік.